# Mr. Deeds
Mr. Deeds (br: A Herança de Mr. Deeds; pt: Mr. Deeds) é um filme norte-americano de comédia romântica de 2002, estrelado por Adam Sandler e Winona Ryder, ao lado de Peter Gallagher, Jared Harris, Allen Covert, Erick Avari, John Turturro e Conchata Ferrell. 
Trata-se de um remake do filme de Frank Capra Mr. Deeds Goes to Town (1936), estrelado por Gary Cooper e Jean Arthur, que por sua vez é baseado no conto Opera Hat de Clarence Budington Kelland. 
O filme foi produzido pela Happy Madison e pela New Line Cinema, e foi distribuído pela Columbia Pictures.

## Sinopse
O multi-bilionário Preston Blake (Harve Presnell), fundador da Blake Media, – uma empresa com centenas de estações de rádio e TV com 50 mil funcionários – morre ao escalar o pico do Monte Everest. Como Preston não era casado e não possuía filhos, uma busca por um herdeiro seu é iniciada. 
Descobre-se que Blake possui um sobrinho neto distante (e até então desconhecido) chamado Longfellow Deeds (Adam Sandler), que administra uma pizzaria em Mandrake Falls, New Hampshire e escreve cartões comemorativos na esperança de vendê-los para a Hallmark.
Deeds é levado para a cidade de Nova York pelo empresário Chuck Cedar (Peter Gallagher), que controla temporariamente a Blake Media, e pelo executivo Cecil Anderson (Erick Avari). Planos são feitos para que Deeds venda suas ações da empresa para Cedar e volte para casa com US$ 40,000 bilhões de dólares mais rico. Ele permanece em Nova York, enquanto todos os detalhes legais são acertados.
A chegada de Deeds, o "mais novo rico" de Nova York, torna-se uma notícia importante, e a repórter Babe Bennett (Winona Ryder), que trabalha para um tablóide show chamado Inside Access, faz seu amigo Marty fingir que está tentando roubar sua bolsa à vista de Deeds, porque suas pesquisas indicaram que Deeds queria conhecer uma garota, "resgatando-a", da mesma forma que seu pai conheceu sua mãe. Deeds a resgata (espancando impiedosamente o "ladrão") e ela sai com ele fingindo ser "Pam Dawson", uma doce enfermeira vinda de Winchestertonfieldville, Iowa (uma cidade que ela "inventou" quando Deeds perguntou de onde ela vinha, e que mais tarde acaba por existir de verdade).
Embora Babe inicialmente quisesse uma boa história sobre o novo herdeiro, ela acaba se apaixonando pelo bom coração e pela simpatia de Deeds, decidindo contar a ele quem realmente é; mas o Inside Access, em conjunto com Cedar (que descobriu a farsa de Babe através de Marty), revela tudo para Deeds primeiro. Desolado, Deeds decide voltar para casa em Mandrake Falls e doa US$ 40 bilhões do seu dinheiro para o Fundo Universitário Negro (na qual o presidente fica tão surpreso que acaba tendo um ataque cardíaco). Depois de regressar a Mandrake Falls, ele fica sabendo por meio do amigo Caolhão (Steve Buscemi), que Cedar pretende vender a Blake Media, o que fará com que milhares de pessoas percam seus empregos. Babe vai atrás de Deeds em Mandrake Falls e tenta reconquistá-lo, mas depois de salvar sua vida quando ela cai no gelo sobre um lago, ele a rejeita, dizendo que não sabe quem ela é realmente.
Em uma assembléia de acionistas, Cedar convence todos os empresários a vender a empresa, até Deeds (que comprou uma única ação) chega e consegue convencer a todos a não vender a empresa. Mas Cedar controla a maioria das ações e a venda é aprovada. Babe chega com o diário de Preston, e revela a todos que o mordomo de Blake, Emilio (John Turturro), é filho bastardo de Preston Blake, fruto de um caso dele com sua empregada em 1958 (em uma cena, ele tinha dito a Deeds que Blake costumava tratá-lo "como um filho"), e é o verdadeiro herdeiro.
Como resultado, a empresa não pode ser vendida, já que o verdadeiro herdeiro não havia assinado os papéis. Emilio imediatamente assume o controle e demite Cedar e várias outros pessoas de caráter ambicioso, com exceção de Cecil, que sempre demonstrou empatia por Deeds. Babe pede desculpas a Deeds e ele se apaixona por ela novamente. Quandos eles estão saindo, Emilio agradece a Deeds por seu apoio e pergunta como pode recompensá-lo. Deeds diz que tudo que ele quer é a sua amizade, mas Emilio acaba dando a Deeds um bilhão de dólares (alguns dos quais Deeds gasta em Corvettes para toda a Mandrake Falls). Ao voltar para pizzaria com sua nova esposa Babe, Deeds descobre que a Hallmark Cards finalmente comprou um de seus cartões, justamente o que ele havia escrito para Babe. Eles se beijam, enquanto do lado de fora, Caolhão bate seu Corvette numa árvore, saindo ileso.

## Elenco
- Adam Sandler como Longfellow Deeds, sobrinho de Preston Blake, proprietário amigável e prestativo de uma pizzaria em uma pequena cidade, que também escreve cartões comemorativos, e que descobre ter herdado um império de um bilhão de dólares de seu falecido tio.

- Winona Ryder como Babe Bennett, uma repórter do tablóide de TV Inside Access, que se disfarça de Pam Dawson, uma enfermeira de escola, para se aproximar e descobrir informações sobre Deeds.

- John Turturro como Emilio Lopez, o fiel mordomo e filho ilegítimo de Preston Blake (portanto, primo de Deeds e verdadeiro herdeiro de Blake Media). Ele tem o hábito de se aproximar sorrateiramente das pessoas inesperadamente e também demonstra um fetiche por pés.

- Allen Covert como Marty, um repórter júnior do Inside Access, apaixonado pela amiga Babe, e que aparece trajando os mais variados  disfarces para espionar Deeds.

- Peter Gallagher como Chuck Cedar, o CEO da Blake Media e o número dois de Preston Blake. Ele planeja tomar o controle da Blake Media para ter um lucro enorme com a venda.

- Jared Harris como Mac McGrath, o chefe do Inside Access que relata as travessuras de Deeds em Nova York.

- Erick Avari como Cecil Anderson, Conselheiro Geral da Blake Media e subordinado de Cedar.

- Rob Schneider (sem créditos, em duas cenas breves) como Nazo, um entregador de comida que já havia sido visto em Big Daddy.

- Peter Dante como Murph, um dos amigos de Deeds que trabalha em sua pizzaria.

- Conchata Ferrell como Jan, amiga íntima de Deeds, que trabalha na pizzaria e é palhaço de rodeio aposentado.

- Harve Presnell como Preston Blake, o bilionário fundador e presidente da Blake Media que morre no início do filme.

- Steve Buscemi como Caolhão, cidadão de Mandrake Falls e um dos clientes do Deeds, que sofre de ambliopia.

- Brandon Molale como Kevin Ward, o quarterback dos New York Jets.

- Blake Clark como sr. Buddy Ward, o severo pai de Kevin.

- John McEnroe como ele mesmo

- Radio Man como ele mesmo; um sem-teto que mora no Central Park.

- Jennifer Tisdale como leitora de cartões

- Al Sharpton como Padre Sharpton

- J. B. Smoove como Reuben, o ascensorista da mansão Blake.

- Walter Williamson como Kurt

- Roark Critchlow como William

- Billy St. John como George

- George Wallace como diretor da UNCF (Fundo Universitário Negro)

- Aloma Wright como sra. Coretta Keeling, a mulher dos gatos.

- Nancy Arsenault como investidora francesa

- Barbara Arsenault como investidora francesa

## Produção
Os produtores estavam procurando por uma pequena cidade "antiquada, do tipo Nova Inglaterra" perto de Nova York, quando descobriram por acaso New Milford, Connecticut, e, ao almoçar lá no "The Bistro Cafe", decidiram que a cidade iria seja a escolha perfeita para retratar a cidade natal fictícia de Deeds, Mandrake Falls, New Hampshire, e o café era um ótimo local para usar  como locação para a pizzaria de Deeds. Algumas cenas também foram filmadas em Carmel, Nova York. Várias sequências foram filmadas na cidade de Nova York por volta da primavera de 2001. Após os ataques de 11 de setembro de 2001, imagens das torres do World Trade Center foram removidos digitalmente de várias cenas da cidade de Nova York. As cenas do Blake Media Hotel foram filmadas em Beverly Hills, Califórnia. Na cena em que Deeds e Cedar jogando tênis na quadra foi filmado em Roosevelt Island, Nova York.

## Recepção
O filme recebeu principalmente críticas negativas. No Rotten Tomatoes, o filme tem uma taxa de aprovação de 22% com base nas avaliações de 156 críticos, com uma pontuação média de 4,05 / 10. Seu consenso afirma: "Esta nova versão de Capra não se compara ao original e, mesmo em seus próprios méritos, Mr. Deeds ainda é indiferente e antiquado".
O filme recebeu três indicações ao Framboesa  de Ouro, incluindo Pior Ator (Adam Sandler), Pior Atriz (Winona Ryder) e Pior Remake ou Sequela. No entanto, o filme também ganhou o prêmio Kids 'Choice de ator de cinema favorito (Sandler).
O público entrevistado pela CinemaScore deu ao filme uma nota média de "A-" em uma escala de A + a F.

### Bilheteria
Embora criticado pela crítica, o filme foi um grande sucesso financeiro. Bilheteria:
- Estados Unidos: US$126,293,453
- Internacional: US$44,976,084
- Total bruto: US$171,269,537[5]

## Trilha sonora
| N.º | Título                      | Música                     | Duração |  |
| 1.  | "Where Are You Going"       | Dave Matthews Band         | 3:52    |  |
| 2.  | "Sing"                      | Travis                     | 3:48    |  |
| 3.  | "Let My Love Open the Door" | Pete Townshend             | 2:44    |  |
| 4.  | "Sweetest Thing"            | U2                         | 3:03    |  |
| 5.  | "Wrong Impression"          | Natalie Imbruglia          | 4:15    |  |
| 6.  | "Happy in the Meantime"     | Lit                        |         |  |
| 7.  | "Island in the Sun"         | Weezer                     | 3:20    |  |
| 8.  | "Friends & Family"          | Trik Turner                |         |  |
| 9.  | "Space Oddity"              | Adam Sandler & David Bowie | 5:15    |  |
| 10. | "Falling"                   | Ben Kweller                |         |  |
| 11. | "Go to Town"                | Counting Crows             |         |  |
| 12. | "I've Seen All Good People" | Yes                        | 3:21    |  |

## Prêmios e indicações

### Atribuídos
- Melhor execução de música em um filme por Where Are You Going, no ASCAP Film and Television Music Awards;
- Melhor música para Teddy Castellucci, no BMI Film & TV Awards;
- Artista de filme favorito para Adam Sandler, no Kid's Choice Awards;
- Melhor Filme do Verão, no Teen Choice Awards.

### Nomeações
- Melhor Atuação em Filme de Comédia para Adam Sandler, no MTV Movie Awards;
- Melhor ator de comédia para Adam Sandler e Melhor atriz de comédia para Winona Ryder;
- Melhor dublê feminina para Mary Albee e Dorenda Moore, no World Stunts Awards!